# 理查德·施特劳斯大街站
理查德·施特劳斯大街站（德語：U-Bahnhof Richard-Strauss-Straße）是一座慕尼黑地铁4号线位于博根豪森的一座车站。